# Italia ai I Giochi paralimpici estivi

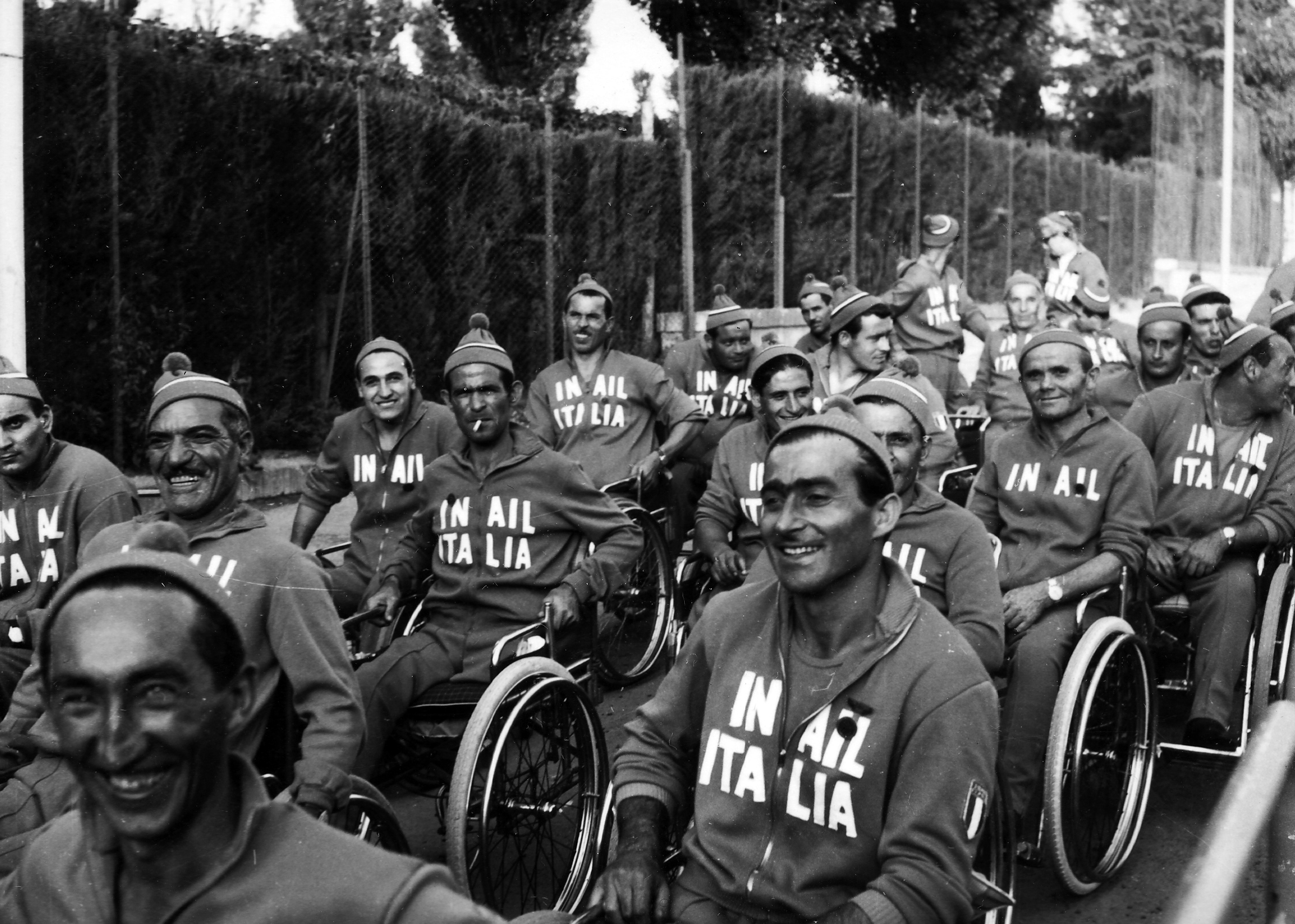
La squadra italiana ai Giochi paralimpici di Roma

L'Italia partecipò ai I Giochi paralimpici estivi, tenutisi a Roma dal 18 al 25 settembre 1960, in qualità di paese ospitante. Gli azzurri si aggiudicarono complessivamente 80 medaglie, di cui 29 ori, 28 argenti e 23 bronzi.

## Medaglie

### Medagliere per discipline
| Discipline       | Oro | Argento | Bronzo | Totale |
| ---------------- | --- | ------- | ------ | ------ |
| Atletica leggera | 12  | 12      | 8      | 32     |
| Nuoto            | 11  | 9       | 8      | 28     |
| Tennistavolo     | 3   | 4       | 3      | 10     |
| Scherma          | 3   | 3       | 3      | 9      |
| Biliardo         | 0   | 0       | 1      | 1      |
| Totale           | 29  | 28      | 23     | 80     |

### Medaglie d'oro
| Medaglia | Nome                               | Disciplina       | Evento                                            |
| -------- | ---------------------------------- | ---------------- | ------------------------------------------------- |
| Oro      | Grimaldi                           | Atletica leggera | Giavellotto di precisione maschile - classe B     |
| Oro      | Felice Lenardon                    | Atletica leggera | Giavellotto di precisione maschile - classe C     |
| Oro      | Maria Scutti                       | Atletica leggera | Lancio della clava femminile - classe A           |
| Oro      | Maria Scutti                       | Atletica leggera | Lancio della clava femminile - classe B           |
| Oro      | Maria Scutti                       | Atletica leggera | Giavellotto femminile - classe A                  |
| Oro      | Maria Scutti                       | Atletica leggera | Giavellotto femminile - classe B                  |
| Oro      | Maria Scutti                       | Atletica leggera | Giavellotto di precisione femminile - classe A    |
| Oro      | Maria Scutti                       | Atletica leggera | Giavellotto di precisione femminile - classe B    |
| Oro      | Maria Scutti                       | Atletica leggera | Giavellotto di precisione femminile - classe C    |
| Oro      | Maria Scutti                       | Atletica leggera | Getto del peso femminile - classe A               |
| Oro      | Maria Scutti                       | Atletica leggera | Getto del peso femminile - classe B               |
| Oro      | Maria Scutti                       | Nuoto            | 50 m rana femminili - classe 4 completa           |
| Oro      | Carlo Jannucci                     | Nuoto            | 25 m rana maschili - classe 2 completa            |
| Oro      | Carlo Jannucci                     | Nuoto            | 25 m stile libero maschili - classe 2 completa    |
| Oro      | Ottavio Moscone                    | Nuoto            | 25 m dorso maschili - classe 2 incompleta         |
| Oro      | Renzo Rogo                         | Nuoto            | 25 m rana maschili - classe 2 incompleta          |
| Oro      | Renzo Rogo                         | Nuoto            | 25 m stile libero - classe 2 incompleta           |
| Oro      | Franco Rossi                       | Nuoto            | 50 m rana maschili - classe 5 completa            |
| Oro      | Franco Rossi Aroldo Ruschioni      | Tennistavolo     | Doppio maschile - classe C                        |
| Oro      | Enzo Santini                       | Atletica leggera | Giavellotto maschile - classe C                   |
| Oro      | Enzo Santini                       | Nuoto            | 50 m dorso maschili - classe 4 incompleta         |
| Oro      | Enzo Santini                       | Nuoto            | 50 m stile libero maschili - classe 4 incompleta  |
| Oro      | Anna Maria Toso                    | Nuoto            | 25 m rana femminili - classe 2 incompleta         |
| Oro      | Anna Maria Toso                    | Nuoto            | 25 m stile libero femminili - classe 2 incompleta |
| Oro      | Anna Maria Toso                    | Scherma          | Fioretto individuale femminile                    |
| Oro      | Giovanni Berghella                 | Tennistavolo     | Singolare maschile - classe C                     |
| Oro      | Giovanni Ferraris Aurelio Tedone   | Scherma          | Sciabola a squadre maschile                       |
| Oro      | Aurelio Tedone                     | Scherma          | Sciabola individuale maschile                     |
| Oro      | Giovanni Ferraris Federico Zarilli | Tennistavolo     | Doppio maschile - classe B                        |

### Medaglie d'argento
| Medaglia | Nome                               | Disciplina       | Evento                                           |
| -------- | ---------------------------------- | ---------------- | ------------------------------------------------ |
| Argento  | Anna Maria Galimberti              | Atletica leggera | Lancio della clava femminile - classe A          |
| Argento  | Anna Maria Galimberti              | Atletica leggera | Giavellotto femminile - classe A                 |
| Argento  | Anna Maria Galimberti              | Atletica leggera | Getto del peso femminile - classe A              |
| Argento  | Anna Maria Galimberti              | Atletica leggera | Getto del peso femminile - classe B              |
| Argento  | Felice Lenardon                    | Atletica leggera | Giavellotto maschile - classe A                  |
| Argento  | Felice Lenardon                    | Atletica leggera | Getto del peso maschile - classe A               |
| Argento  | Felice Lenardon                    | Atletica leggera | Getto del peso maschile - classe B               |
| Argento  | Carmelo Russo                      | Atletica leggera | Lancio della clava maschile - classe B           |
| Argento  | Carmelo Russo                      | Atletica leggera | Giavellotto maschile - classe B                  |
| Argento  | Anna Maria Toso                    | Atletica leggera | Giavellotto di precisione femminile - classe A   |
| Argento  | Anna Maria Toso                    | Atletica leggera | Giavellotto di precisione femminile - classe B   |
| Argento  | Anna Maria Toso                    | Atletica leggera | Giavellotto di precisione femminile - classe C   |
| Argento  | Anna Maria Toso Maria Scutti       | Tennistavolo     | Doppio femminile - classe B                      |
| Argento  | Pasquale Carfagna                  | Nuoto            | 50 m dorso maschili - classe 5 completa          |
| Argento  | Elvio Di Pasquo                    | Nuoto            | 50 m rana maschili - classe 4 completa           |
| Argento  | Fontana                            | Nuoto            | 25 m stile libero maschili - classe 2 completa   |
| Argento  | Girardi                            | Nuoto            | 25 m stile libero maschili - classe 1 incompleta |
| Argento  | Grimaldi                           | Nuoto            | 25 m rana maschili - classe 2 incompleta         |
| Argento  | Grimaldi                           | Nuoto            | 25 m stile libero maschili - classe 2 incompleta |
| Argento  | Carlo Jannucci                     | Nuoto            | 25 m dorso maschili - classe 2 completa          |
| Argento  | Maria Scutti                       | Nuoto            | 50 m dorso femminili - classe 4 completa         |
| Argento  | Anna Maria Toso                    | Nuoto            | 25 m dorso femminili - classe 2 incompleta       |
| Argento  | Domenico Cascella                  | Tennistavolo     | Singolare maschile - classe A                    |
| Argento  | Giovanni Ferraris Federico Zarilli | Tennistavolo     | Doppio maschile - classe C                       |
| Argento  | Francesco Scalzo                   | Tennistavolo     | Singolare maschile - classe B                    |
| Argento  | Franco Rossi                       | Scherma          | Sciabola individuale maschile                    |
| Argento  | Ottavio Moscone Aroldo Ruschioni   | Scherma          | Sciabola a squadre maschile                      |
| Argento  | Maria Scutti                       | Scherma          | Fioretto individuale femminile                   |

### Medaglie di bronzo
| Medaglia | Nome                            | Disciplina       | Evento                                           |
| -------- | ------------------------------- | ---------------- | ------------------------------------------------ |
| Bronzo   | Domenico Avitabile              | Atletica leggera | Lancio della clava maschile - classe A           |
| Bronzo   | Castelli                        | Atletica leggera | Giavellotto di precisione maschile - classe B    |
| Bronzo   | Anna Maria Galimberti           | Atletica leggera | Lancio della clava femminile - classe B          |
| Bronzo   | Anna Maria Galimberti           | Atletica leggera | Giavellotto femminile - classe B                 |
| Bronzo   | Anna Maria Galimberti           | Scherma          | Fioretto individuale femminile                   |
| Bronzo   | Felice Lenardon                 | Atletica leggera | Giavellotto maschile - classe B                  |
| Bronzo   | Maria Scutti                    | Atletica leggera | Lancio della clava femminile - classe C          |
| Bronzo   | Maria Scutti                    | Atletica leggera | Giavellotto femminile - classe C                 |
| Bronzo   | Anna Maria Toso                 | Atletica leggera | Getto del peso femminile - classe A              |
| Bronzo   | Anna Maria Toso                 | Tennistavolo     | Singolare femminile classe B                     |
| Bronzo   | Giovanni Ferraris               | Biliardo         | Gara maschile                                    |
| Bronzo   | Giovanni Ferraris               | Scherma          | Sciabola individuale maschile                    |
| Bronzo   | Cipriano Gasperini              | Nuoto            | 50 m rana maschili - classe 3 completa           |
| Bronzo   | Mazzoni                         | Nuoto            | 25 m dorso femminili - classe 2 incompleta       |
| Bronzo   | Ottavio Moscone                 | Nuoto            | 25 m rana maschili - classe 2 incompleta         |
| Bronzo   | Ottavio Moscone                 | Nuoto            | 25 m stile libero maschili - classe 2 incompleta |
| Bronzo   | Pasquarelli                     | Nuoto            | 25 m dorso maschili - classe 1 incompleta        |
| Bronzo   | Franco Rossi                    | Nuoto            | 50 m stile libero maschili - classe 5 completa   |
| Bronzo   | Franco Rossi Giovanni Berghella | Scherma          | Sciabola a squadre maschile                      |
| Bronzo   | Aroldo Ruschioni                | Nuoto            | 50 m dorso maschili - classe 3 completa          |
| Bronzo   | Federico Zarilli                | Tennistavolo     | Singolare maschile - classe B                    |
| Bronzo   | Federico Zarilli                | Tennistavolo     | Singolare maschile - classe C                    |
| Bronzo   | Fontana                         | Nuoto            | 25 m rana maschili - classe 2 completa           |

### Plurimedagliati
| Nome                  | Disciplina                                  | Oro | Argento | Bronzo | Totale |
| --------------------- | ------------------------------------------- | --- | ------- | ------ | ------ |
| Maria Scutti          | Atletica leggera Nuoto Tennistavolo Scherma | 10  | 3       | 2      | 15     |
| Anna Maria Toso       | Atletica leggera Nuoto Tennistavolo Scherma | 3   | 5       | 2      | 10     |
| Enzo Santini          | Atletica leggera Nuoto                      | 3   | 0       | 0      | 3      |
| Giovanni Ferraris     | Biliardo Nuoto Tennistavolo Scherma         | 2   | 1       | 2      | 5      |
| Franco Rossi          | Nuoto Tennistavolo Scherma                  | 2   | 1       | 2      | 5      |
| Carlo Jannucci        | Nuoto                                       | 2   | 1       | 0      | 3      |
| Renzo Rogo            | Nuoto                                       | 2   | 0       | 0      | 2      |
| Aurelio Tedone        | Scherma                                     | 2   | 0       | 0      | 2      |
| Felice Lenardon       | Atletica leggera                            | 1   | 3       | 1      | 5      |
| Grimaldi              | Atletica leggera Nuoto                      | 1   | 2       | 0      | 3      |
| Ottavio Moscone       | Nuoto Scherma                               | 1   | 1       | 2      | 4      |
| Federico Zarilli      | Tennistavolo                                | 1   | 1       | 2      | 4      |
| Aroldo Ruschioni      | Nuoto Scherma Tennistavolo                  | 1   | 1       | 1      | 3      |
| Giovanni Berghella    | Scherma Tennistavolo                        | 1   | 0       | 1      | 2      |
| Anna Maria Galimberti | Atletica leggera Scherma                    | 0   | 4       | 3      | 7      |
| Carmelo Russo         | Atletica leggera                            | 0   | 2       | 0      | 2      |
| Fontana               | Nuoto                                       | 0   | 1       | 1      | 2      |